# Lucarne rampante
Pour les articles homonymes, voir Lucarne (homonymie).

Lucarne rampante.

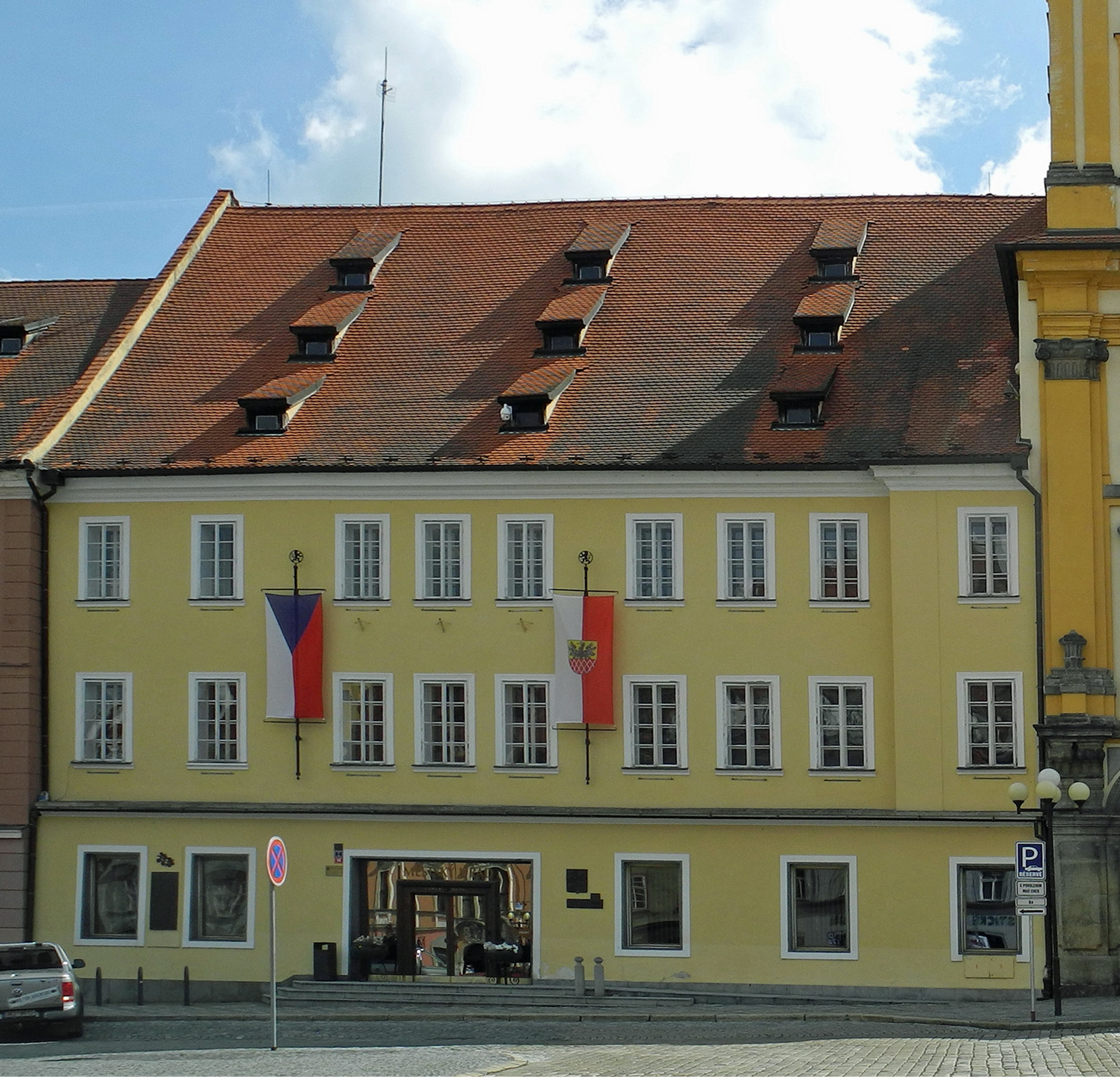
Lucarnes rampantes. Egra (République tchèque), immeuble sur la place du Marché.

La lucarne rampante ou chien-couché est une lucarne de toiture à versant unique en pente légère mais de même sens que celle du toit principal (à la différence du chien-assis).
Les lucarnes rampantes ont souvent une fenêtre rectangulaire plus large que haute. Leurs joues triangulaires sont très allongées ; le côté le plus long du triangle est celui qui suit la pente du toit.